# Fútbol en Corea del Norte

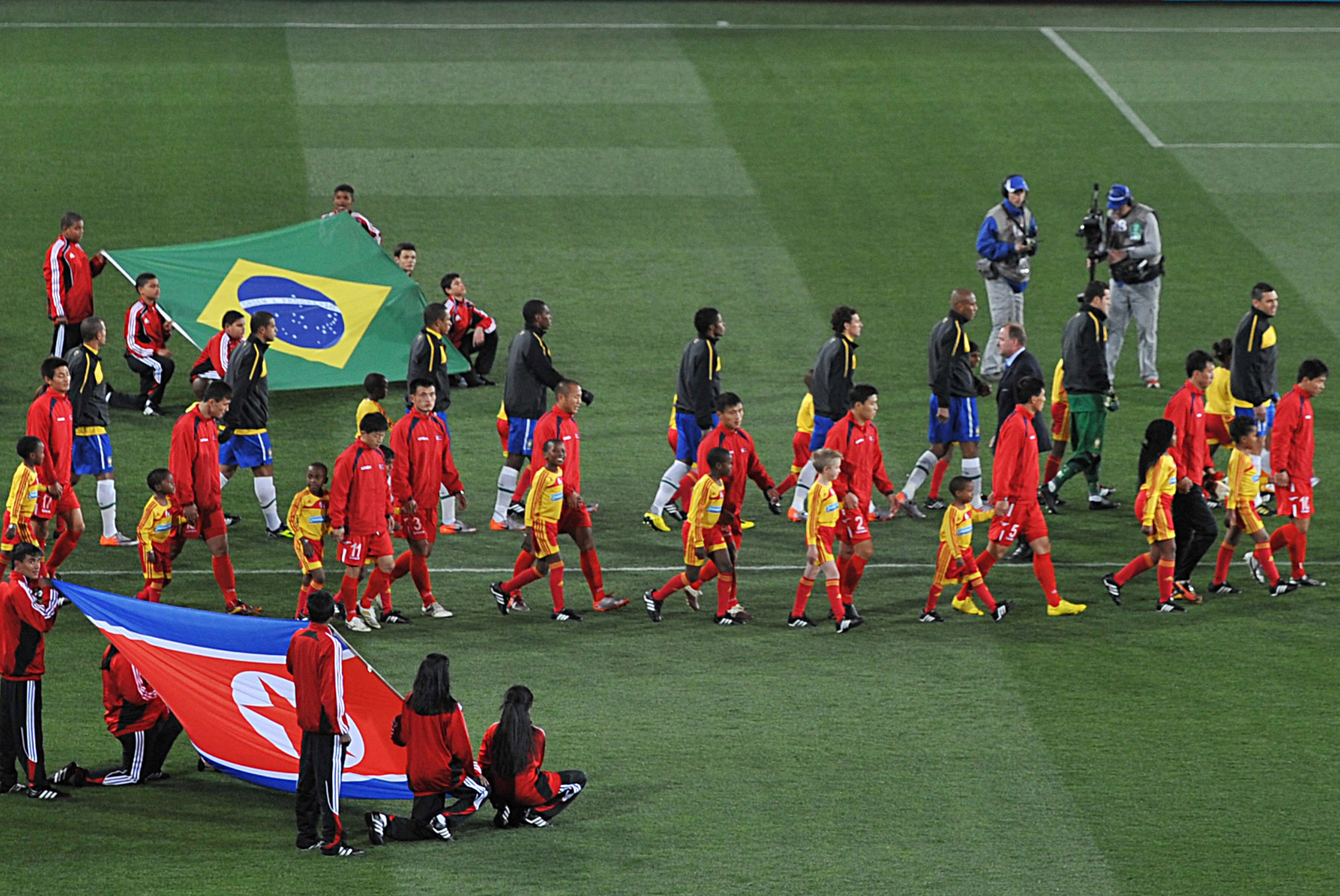
La selección norcoreana salta al campo para enfrentarse a en el Mundial de 2010.

El fútbol en Corea del Norte (en coreano 축구 - Chukgu) es uno de los deportes más populares del país.
Llegó a la península de Corea en 1882 a través de la tripulación de un barco británico y comenzó a practicarse a principios del siglo XX. Siguiendo los preceptos del sistema Juche, el fútbol es amateur y la mayoría de equipos están controlados por órganos del estado.
La Asociación de Fútbol de Corea del Norte es su máximo organismo. Fue fundada en 1945, está afiliada a la Confederación Asiática de Fútbol (AFC) desde 1954 y a la FIFA desde 1958. Organiza el sistema de ligas norcoreano y los distintos torneos deportivos, además de gestionar la selección nacional masculina y femenina.
Según los datos de la FIFA, tiene 239 clubes federados, 14.912 jugadores inscritos y más de medio millón de practicantes.

## Historia
Se tiene constancia de que el primer contacto coreano con el fútbol fue en 1882, gracias a un buque de guerra británico que llegó a las costas de Incheon, y de que comenzó a practicarse a finales del siglo XX. Entre 1929 y 1942, durante el periodo de ocupación japonesa, fueron muy populares los duelos entre equipos de Pionyang y de Kyungsung (actual Seúl). Sin embargo, dejaron de celebrarse tras la guerra de Corea y la posterior división del territorio en dos estados. La parte norte pasó a ser la República Democrática Popular de Corea, de carácter juche y apoyada por la Unión Soviética.
El nuevo estado creó su Asociación de Fútbol en 1945, afiliada a la Confederación Asiática de Fútbol (AFC) desde 1954 y a la FIFA desde 1958. El primer partido oficial de la selección nacional fue una victoria sobre China (1:0) el 7 de octubre de 1956 en Pekín.
En 1960 se celebró el primer campeonato de fútbol, el «Concurso de Innovación Técnica», que reunía a los equipos más fuertes del país. En 1972 se añadió una segunda división. Si bien se desconoce el palmarés de la mayoría de ediciones por la política informativa del Norte, los clubes más laureados son el Club Deportivo Abril 25 (del Ejército Popular de Corea) y el Pyongyang (centro de formación deportiva estatal).
El mayor logro en la historia de Corea del Norte fue su participación en la Copa Mundial de Fútbol de 1966. Con un plantel formado en su mayoría por miembros solteros del ejército, dio la sorpresa al vencer en la fase de grupos a Italia (1:0) y llegar hasta los cuartos de final, donde se enfrentaron a Portugal. Los norcoreanos ganaban por 2:3 al descanso, pero Eusébio decidió la remontada lusa y el marcador final fue de 5:3. Ese fue el mejor papel en la Copa Mundial de un país asiático hasta que Corea del Sur alcanzó las semifinales en la Copa Mundial de 2002.
Corea del Norte no volvió a clasificarse para un Mundial hasta la edición de 2010. La federación consiguió que algunos futbolistas japoneses de etnia coreana que simpatizaban con el norte (Chongryon) jugasen para los Chollima, tales como Ahn Young-hak y Jong Tae-se. Sin embargo, el plantel que viajó a Sudáfrica no pasó de la fase de grupos y perdió todos sus encuentros: 2:1 frente a Brasil, 7:0 ante Portugal y 0:3 contra Costa de Marfil.
La Confederación Asiática lleva tiempo negociando con la Asociación de Fútbol de Corea del Norte para que los equipos norcoreanos puedan jugar torneos continentales, algo que hicieron desde 1986 hasta 1992. El campeón de la liga norcoreana de 2014, el Rimyongsu Sports Club, disputó la Copa Presidente de la AFC y llegó hasta la final, donde fue derrotado por el HTTU Aşgabat turcomano. No obstante, el torneo desapareció en 2015 y los norcoreanos se han negado a jugar la Copa AFC.

## Competiciones oficiales entre clubes
La liga de fútbol de Corea del Norte se compone de tres divisiones y viene celebrándose desde 1960. La temporada abarca la primavera y el verano. No se tienen datos sobre el sistema de puntuación, el reglamento o si existen ascensos y descensos, pero sí se sabe que la FIFA y la Asociación norcoreana han invertido en los últimos años para mejorar el nivel futbolístico del país.
También se celebran torneos de eliminación directa y exhibiciones durante los festivales deportivos.

## Selecciones

### Selección masculina

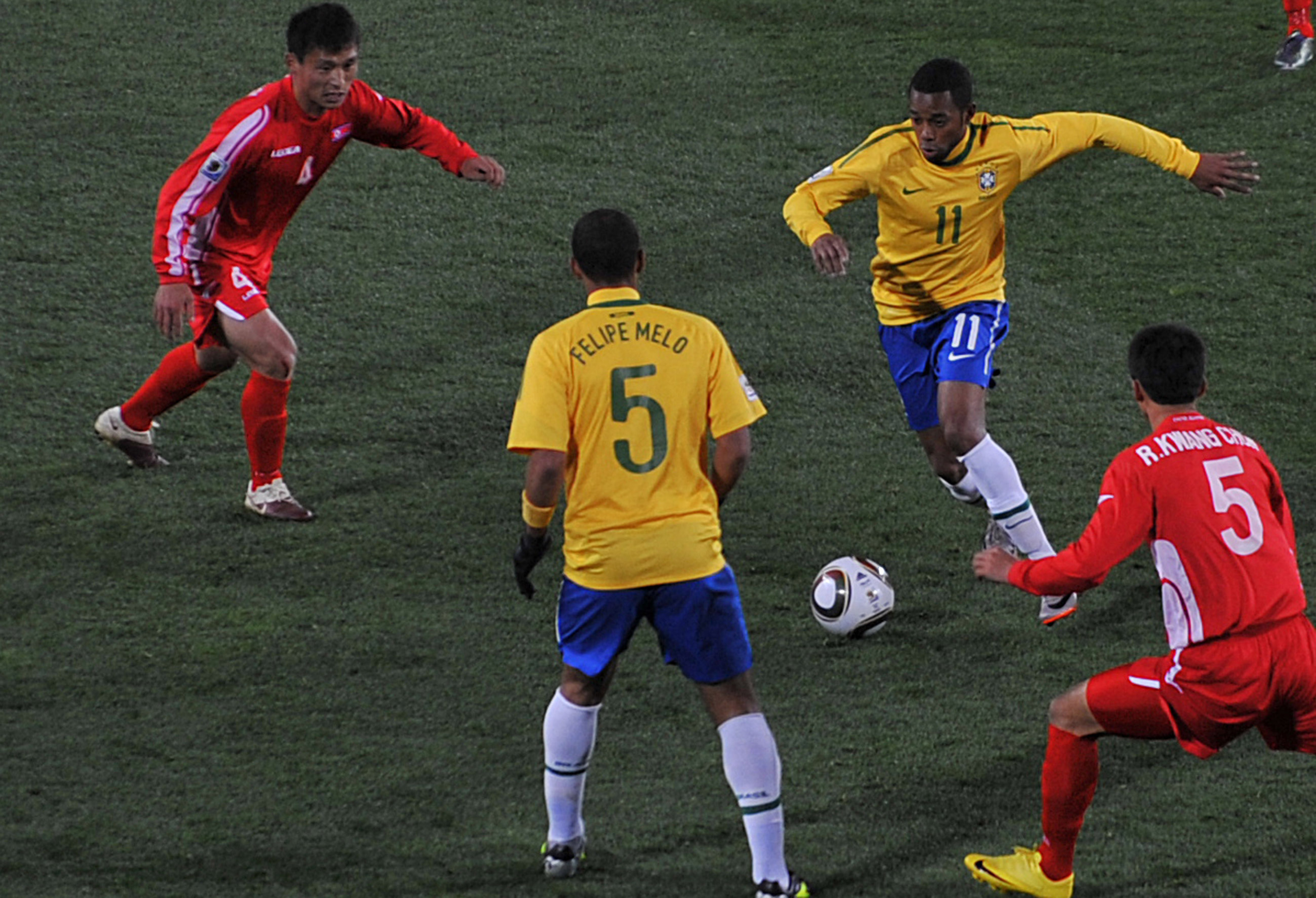
Partido entre (de rojo) y en el Mundial de 2010.

La selección de Corea del Norte está dirigida por la Asociación de Fútbol de Corea del Norte. A la masculina se la conoce como "Chollima", en referencia a un animal de la mitología nacional. El país forma parte de la Confederación Asiática de Fútbol (AFC) desde 1954. Su primer partido oficial fue el 7 de octubre de 1956 contra China.
Ha logrado clasificarse para dos Copas Mundiales de Fútbol (1966 y 2010) y ha participado en la Copa Asiática en cuatro ocasiones. En su palmarés figuran dos Copas Desafío de la AFC (2010 y 2012).
Su primera participación en un Mundial de Fútbol fue en la edición de 1966, celebrada en Inglaterra, donde dieron la sorpresa al llegar a cuartos de final. Tras superar la fase de grupos como segundo clasificado, derrotando en la última jornada a Italia, fueron eliminados en cuartos de final por Portugal, en un emocionante encuentro que terminó con un marcador de 5:3. Este resultado fue la mejor actuación de un país de Asia en el torneo, hasta que en 2002 fue superada por Corea del Sur al llegar a semifinales. Diez años después compitió en los Juegos Olímpicos de 1976, superó la fase previa y cayó otra vez en cuartos, en esta ocasión frente a Polonia.
Corea del Norte no consiguió clasificarse para siguientes ediciones del Mundial, bien por caer en las fases eliminatorias o bien porque rehusó presentarse, tal y como sucedió en las ediciones de 1998 y 2002. Volvió a participar en Sudáfrica 2010, donde no pasó de la fase de grupos.
Su máximo rival es Corea del Sur, con el que no mantiene relaciones diplomáticas desde la guerra de Corea. En la fase clasificatoria para el Mundial de 2010, la federación pidió jugar en otro país porque se negó a que el himno del sur sonase en Pionyang. Sin embargo, en septiembre de 2013 se disputó un partido en la capital donde sonó por primera vez.

### Selección femenina
La selección femenina de Corea del Norte debutó el 21 de diciembre de 1989 contra China, en un encuentro que se saldó con derrota por 4:1.
A nivel internacional, ha jugado cuatro ediciones de la Copa Mundial Femenina de Fútbol, donde su mejor posición fue llegar a cuartos de final en la edición de China 2007. En su palmarés figuran tres Copas Asiáticas de la AFC (2001, 2003 y 2008) y dos medallas de oro en los Juegos Asiáticos (2002 y 2006).
La selección protagonizó un escándalo de dopaje en la Copa Mundial de 2011. Dos de sus jugadoras (Song Jong-sun y Jong Pok-sim) dieron positivo en esteroides, y una semana después la FIFA demostró que tres miembros más también se habían dopado. La federación fue sancionada con 400.000 dólares (el importe del premio que recibió por su participación) y vetada tanto de los Juegos Asiáticos de 2014 como del Mundial de 2015.

## Clubes y futbolistas

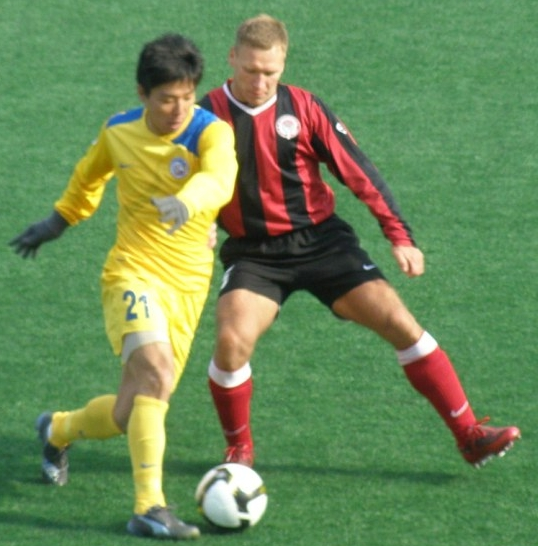
Hong Yong-jo fue el primer norcoreano que jugó en el extranjero.

Los equipos de fútbol de Corea del Norte están vinculados a organizaciones deportivas del estado. El más importante es el Club Deportivo "4.25" (Abril 25), que forma parte del Ejército Popular de Corea.
Dentro de las generaciones de deportistas norcoreanos, la primera que destacó fue la que participó en el Mundial de 1966. En el documental "El partido de sus vidas" (2002), dirigido por el británico Daniel Gordon, se recoge el testimonio de los miembros sobrevivientes de la plantilla que viajó a Inglaterra, liderada por Pak Doo-ik. También destacaron el extremo Pak Seung-zin, el portero Lee Chang-myung y el defensa Shin Yung-kyoo.
A causa del hermetismo de Corea del Norte, es muy difícil que las entidades y jugadores tengan experiencias internacionales más allá de la selección. Los equipos no juegan torneos continentales, salvo un breve periodo entre 1986 y 1992 que pudieron disputar la Copa de Campeones de Asia. Se espera que desde 2014 el campeón de liga participe en la Copa Presidente de la AFC. En cuanto a los futbolistas, Hong Yong-jo fue el primero que pudo viajar a Europa gracias a un permiso del Gobierno, primero en el Bežanija serbio (2007 a 2008) y después en el FC Rostov ruso (2008 a 2010). Durante todo ese tiempo estuvo acompañado por un agente del servicio secreto, y cuando su visado expiró tuvo que regresar a Pionyang.
El número de norcoreanos fuera de su país sigue siendo muy reducido, pero se han dado nuevos casos como el de Cha Jong-hyok (en el FC Wil suizo desde 2010) y Pak Kwang-ryong (en el FC Basilea). En 2012, el "Abril 25" permitió la salida de Park Nam-chol, Choe Kum-chol y Ri Kwang-chon al Muangthong United tailandés.
Existen también futbolistas japoneses de ascendencia coreana que decidieron competir con el Norte, tales como Ahn Young-hak y Jong Tae-se.

## Estadios
El estadio donde se disputan los partidos más importantes, como las finales de torneos o los compromisos internacionales de la selección, es el Estadio Kim Il-sung de Pionyang. Su aforo es de 70.000 espectadores, se inauguró en 1929 y fue remodelado por completo en 1982. La superficie es césped artificial y está rodeada por una pista de atletismo. Es un lugar histórico para los norcoreanos porque fue el sitio donde Kim Il-sung dio su primer discurso tras regresar del exilio en 1945.
Hay dos campos más que están habilitados para albergar compromisos internacionales, todos ellos en la capital. El que tiene más capacidad es el Estadio Reungrado Primero de Mayo, con 150.000 localidades. Aunque la selección masculina puede jugar ahí sus choques más importantes, el uso principal es para eventos de masas como desfiles o el Festival Arirang. Por último, el Estadio Yanggakdo es el que más se utiliza para encuentros de liga.